# Jean Gamans
Jean Gamans (1606–1684) fue un jesuita alemán hagiógrafo.

## Vida
Gamans nació el 8 de julio de 1606, en Ahrweiler o en la vecina Neuenahr, según las fuentes, en la actual Renania-Palatinado (Alemania). No parece existir evidencia documental que demuestre que nació en la pequeña localidad de Eupen, como se afirma en la «Bibliothèque des écrivains de la Compagnie de Jésus».
Ingresó en la Compañía de Jesús en Tréveris el 24 de abril de 1623, tras haber estudiado humanidades durante cinco años y filosofía durante dos en Colonia, donde había obtenido el grado de Master of Arts. Tras realizar su noviciado, dedicó varios meses a una revisión de sus estudios filosóficos y, posteriormente, desde 1626, pasó cinco años enseñando en el colegio de Wurzburgo, conduciendo a sus alumnos por las cinco clases que comprendían el curso completo de humanidades.
Estudió teología durante un año en Maguncia (1631), después de lo cual, al haber sido suprimidas las casas de su provincia del Alto Rin durante la intervención de Suecia en la Guerra de los Treinta Años, continuó sus estudios teológicos durante tres años en Douai, donde fue ordenado sacerdote el 26 de marzo de 1633. Concluidos estos estudios en 1634, desempeñó durante varios años las funciones de capellán de las tropas terrestres y navales en Bélgica y Alemania. Se le menciona con este título (Castrensis) en el catálogo de la provincia flandro-belga de 1641 como adscrito a la casa profesa de Amberes, donde emitió su profesión de los cuatro votos el 26 de diciembre del mismo año.
Residió allí con los dos primeros bolandistas, Jean Bolland y Godfrey Henschen. Se convirtió en un activo colaborador. Estuvo luego en Baden-Baden, donde residió algún tiempo para dirigir los estudios de los jóvenes príncipes de la Casa de Baden. Hay constancia de su presencia allí en 1641 y 1649. A finales de este último año residió como misionero en Ettlingen, cerca de Karlsruhe.
En 1881, fue adscrito al Colegio de Aschaffenburg cerca de Fráncfort del Meno, donde murió el 25 de noviembre de 1684.

## Obras
Durante más de treinta años —según se afirma en el aviso fúnebre insertado en las Cartas anuales del Colegio de Aschaffenburg de ese año— estuvo tan inmerso en las investigaciones hagiográficas que había emprendido en favor de sus asociados de Amberes que les dedicaba incluso las horas de la noche, tomando solo un breve descanso en el suelo o sobre una estera. Su nombre aparece a menudo en los Acta Sanctorum al frente de documentos transcritos de su mano y de comentarios escritos enteramente por él (cf. «Bibl. des écriv. de la C. de J», sv. «Gamans»).
Un gran número de documentos de este tipo que han sobrevivido se encontraba en la colección manuscrita de los primeros bolandistas conservada en la Biblioteca Real de Bélgica y en la biblioteca bolandista moderna. La mayor parte de sus papeles, enviados a los bolandistas tras su muerte, se perdió cuando el barco que los transportaba se hundió en el Meno. Gamans también había reunido una gran cantidad de material para una «Metropolis Moguntina», que deseaba componer siguiendo el modelo de la «Metropolis Salisburgensis» publicada por Wiguleus Hund en 1582, y también para una historia de la Casa gran ducal de Baden. Se sabe de la existencia de hasta ocho manuscritos de esta última obra.